# شهرداری روژایه
شهرداری روژاجه (به لاتین: Rožaje Municipality) یک منطقهٔ مسکونی در مونته‌نگرو است که در مونته‌نگرو واقع شده‌است. شهرداری روژاجه ۴۳۲ کیلومتر مربع مساحت و ۲۲٬۹۶۴ نفر جمعیت دارد.